# Ban Chấp hành Trung ương Đảng Cộng sản Liên Xô khóa XIX
Ban Chấp hành Trung ương Đảng Cộng sản Liên Xô khóa XIX (tiếng Nga: XIX Центральный комитет Коммунистической партии Советского Союза) do Đại hội lần thứ XIX Đảng Cộng sản Liên Xô tổ chức tại Moskva từ ngày 5-14/10/1952 bầu ra.

## Lịch sử
Đại hội Đại biểu Đảng Cộng sản Liên Xô lần thứ XIX được tổ chức tại Moscow từ ngày 5 đến ngày 14/10/1952. Đại hội có sự tham gia của 1359 đại biểu, trong đó: 1192 đại biểu chính thức và 167 đại biểu dự khuyết. Đại biểu chính thức được tham gia bỏ phiếu cho tất cả các quyết định quan trọng của đại hội, và đại biểu dự khuyết chỉ được tham dự với vai trò tham luận không có quyền bỏ phiếu
Đại hội còn có sự tham dự của các đoàn đại biểu Đảng Cộng sản các nước xã hội chủ nghĩa như Trung Quốc, trưởng đoàn là Ủy viên Thường vụ Bộ Chính trị, Bí thư Trung ương Đảng Cộng sản Trung Quốc Lưu Thiếu Kỳ, Ba Lan, Đông Đức, Hungary, Bungari, Rumani, Tiệp Khắc, Anbani, Bắc Triều Tiên, Việt Nam, Mông Cổ, cũng như các phái đoàn của các Đảng Cộng sản từ các nước tư bản.
Đại hội đã bầu ra Ban Chấp hành Trung ương Đảng gồm 125 ủy viên chính thức và 111 ủy viên dự khuyết.

## Các hội nghị Trung ương Đảng
| Hội nghị lần thứ | Bắt đầu-Kết thúc | Thời gian | Tóm lược |
| ---------------- | ---------------- | --------- | --- |
| 1                | 16/10/1952       | 1 ngày    | Hội nghị bầu Đoàn Chủ tịch, Ban Bí thư. Đoàn Chủ tịch gồm 25 ủy viên chính thức, 11 ủy viên dự khuyết; Ban bí thư gồm 9 ủy viên |
| 2                | 5/3/1953         | 1 ngày    | Hội nghị được tổ chức chung với Đoàn Chủ tịch Trung ương Đảng và Hội đồng Bộ trưởng Liên Xô. Hội nghị triệu tập khi Joseph Stalin đang nguy kịch để tổ chức nhân sự, thiết lập ban lãnh đạo mới và các vấn đề quan trọng liên quan. |
| 3                | 14/3/1953        | 1 ngày    | |
| 4                | 2-7/7/1953       | 6 ngày    | |
| 5                | 3-7/9/1953       | 5 ngày    | |
| 6                | 23/2-2/3/1954    | 8 ngày    | |
| 7                | 21-24/6/1954     | 5 ngày    | |
| 8                | 25-31/1/1955     | 7 ngày    | |
| 9                | 3-8/3/1955       | 6 ngày    | |
| 10               | 4-7/12/1955      | 4 ngày    | |
| 11               | 13/2/1956        | 1 ngày    | |